# Birgit Sarrap

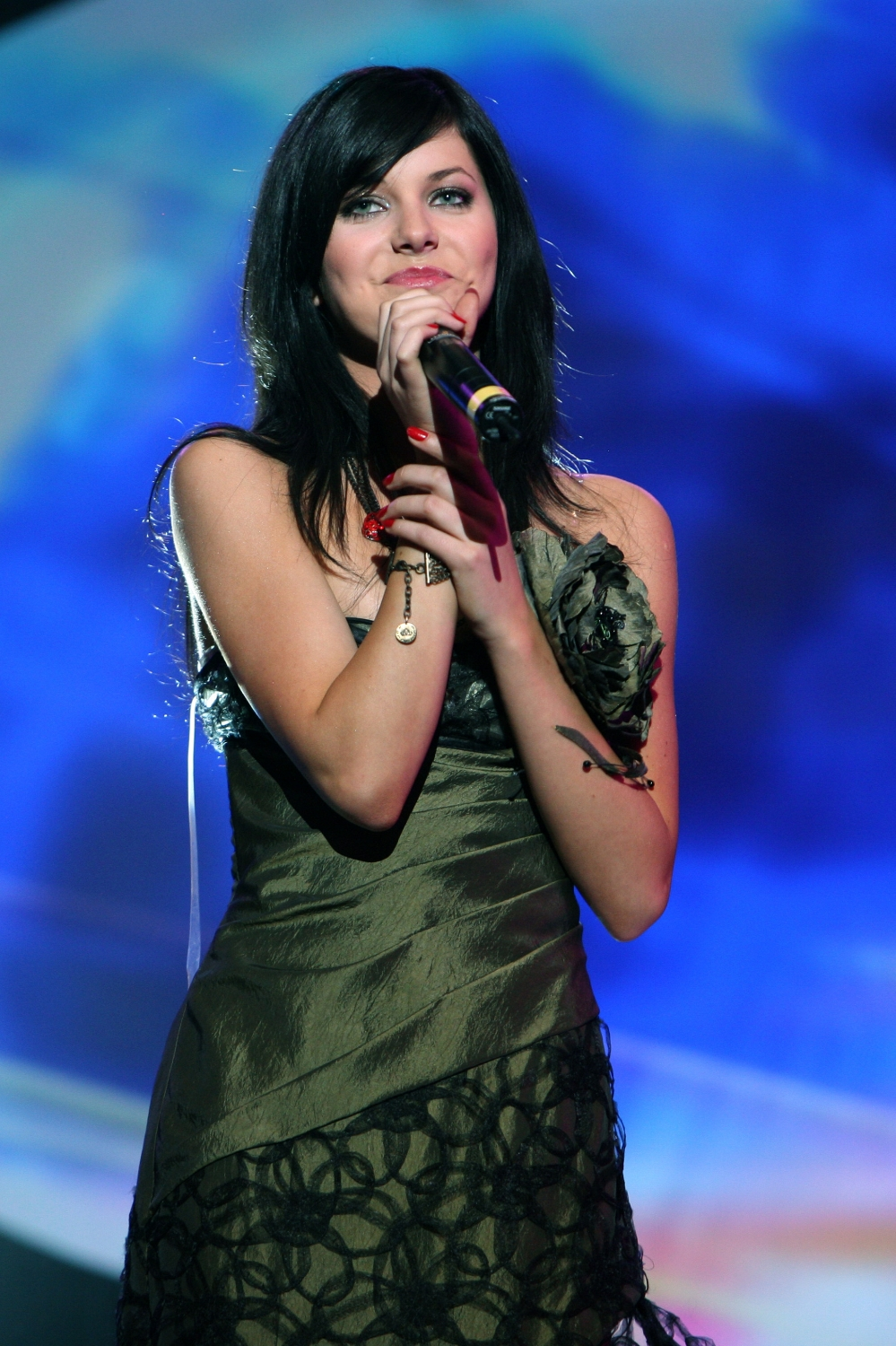
Birgit Õigemeel (2007)

Birgit Õigemeel (Kohila, Estónia, 24 de Setembro de 1988) é uma cantora estoniana.
Birgit foi a primeira vencedora da versão estoniana do Idolos Eesti otsib superstaari.
Em 2007, no festival de cultura italiana "L'Olivo d'Oro" Birgit foi a primeira artista não-italiana a receber o prémio "golden olive branch".
No dia 2 de Março de 2013 foi a escolhida para representar a Estónia no Festival Eurovisão da Canção 2013, em Malmö, na Suécia.
Também esteve foi envolvida em produções de teatro profissionais: em 2007 ela interpretou Sylvia na peça "The Two Gentlemen of Verona" (escrita por William Shakespeare e dirigida por um famoso director/actor estoniano Lembit Peterson) no teatro estoniano Theatrum. No teatro Vanemuine, já interpretou uma série de papéis secundários no popular musical rock "Peko" (que estreou em 2010).

## Discografia

### Álbuns
- Birgit Õigemeel (2008)
- Ilus aeg (2008)
- Teineteisel pool (2009)

### Singles
- Kas tead, mida tähendab... (2007)
- 365 Days (2008)
- Homme (2008)
- Ise (2008)
- Last Christmas (2008)
- Talve võlumaa (2008)
- Moonduja (2009)
- See öö (2009)
- Põgenen (with Koit Toome) (2010)
- Iialgi (with Violina) (2010)
- Eestimaa suvi (2010)
- Parem on ees (2011)
- You're not alone (com Violina) Eesti Laul 2012 (2011)
- Et uus saaks alguse Eesti Laul 2013 (2012)